# Loretta Devine
Pour les articles homonymes, voir Devine.
Loretta Devine est une actrice et chanteuse américaine, née le 21 août 1949 à Houston (Texas).
Elle commence sa carrière par le théâtre dans des comédies musicales à succès, puis, elle se fait connaître par les nombreux rôles secondaires qu'elle joue au cinéma et à la télévision.
Sur le grand écran, elle se fait notamment remarquer dans Où sont les hommes ? (1995) et La Femme du pasteur (1997). Elle a joué dans un grand nombre de longs métrages du cinéma indépendant.
Auprès du grand public, elle est connue pour avoir joué des rôles réguliers dans diverses séries comme les dramatiques Boston Public (2000-2004) et The Client List (2012-2013), la tragi-comique Méthode Zoé (2004-2005), la judiciaire Eli Stone (2008-2009), la médicale Grey's Anatomy (2005-2013), la comique The Carmichael Show (2015-2017) et les sitcoms Georgia dans tous ses états (2011) et Bienvenue chez Mamilia (2019-).
Elle a également tenu la vedette de plusieurs téléfilms.

## Biographie

### Jeunesse et formation
Loretta Devine est née le 21 août 1949 à Houston (Texas) (certaines sources indiquent 1953). Ses parents sont Eunice O'Neal et James Devine. Loretta grandit à Acres Homes, Houston (en). Elle est très active et elle s'inscrit dans l'équipe des pom-pom girls / Pep squad (en) et participe à divers spectacles de son école secondaire, la Carver High School (Houston, Texas) (en).
Elle est admise à l'université de Houston où elle obtient son Bachelor of Arts (licence) option Art du langage et de la comédie. Elle rejoint ensuite l'Université Brandeis où elle obtient un Master of Fine Arts (mastère 2) en théâtre. Elle se perfectionne dans l'art dramatique en suivant des cours auprès d'Ed Koven et de Gary Austin (en). Elle est membre du chapitre Epsilon Lambda de la sororité Alpha Kappa Alpha.
C'est notamment son admiration pour Paula Kelly qui la poussera à se lancer dans le milieu du divertissement.

### Carrière

#### Débuts à Broadway et seconds rôles
En 1977, Loretta commence sa carrière sur la scène de Broadway, avec des comédies musicales : Hair (1977), A Broadway Musical (en) (1978), Comin’ Uptown (1979), Dreamgirls (1981), puis Big Deal (musical) (en) (1986). C'est notamment son interprétation de Lorrell dans Dreamgirls, qui lui permet d'accéder à une notoriété plus importante. Alors qu'elle enchaîne avec la pièce Big Deal de Bob Fosse, saluée par les critiques.
Au cinéma, elle a commencé sa carrière à l'âge de 32 ans dans le film Will de Jessie Maple, sorti en 1981. Sa première apparition notable remonte en 1988 dans Little Nikita de Richard Benjamin aux côtés de Sidney Poitier. Se qualifiant de bourreau de travail, elle accepte de nombreux rôles pour le cinéma indépendant dans des films aux budgets minimales.
Par la suite, elle se fait remarquer dans le rôle de Glo dans Où Sont les Hommes ? aux côtés de Whitney Houston et Angela Bassett en 1995, ou elle signe une prestation poignante de mère célibataire; mais aussi dans La Femme du pasteur (1996), Ce que veulent les femmes (2000), Kingdom Come (2001). Elle joue également le rôle de l'Agent Reese dans le célèbre film d'horreur Urban Legend en 1998. Elle est la seule du casting original à être invitée à reprendre son rôle dans la suite, Urban Legend 2 : Coup de grâce pour assurer la continuité.
Elle est ensuite une assistante sociale Margaret Calgrove dans Sam, je suis Sam (I Am Sam) aux côtés de Sean Penn, Michelle Pfeiffer et Dakota Fanning, en 2001, suivront Un plan béton (2005), This Christmas (2007), First Sunday (2008), Panique aux funérailles (2010) et tant d'autres.
Au début des années 2000, elle se fait aussi connaître auprès d'un plus large public, grâce à la série dramatique Boston Public, qui lui permet de remporter 3 NAACP Image Awards.
À la télévision, elle a également tenu des rôles réguliers dans Méthode Zoé, Eli Stone, State of Georgia et The Client List aux côtés de Jennifer Love Hewitt. En tant que guest star, elle a fait de nombreuses apparitions dans un ou plusieurs épisodes de Campus Show, Un drôle de shérif, Les Anges du bonheur, Ally McBeal, Supernatural, Girlfriends, Tout le monde déteste Chris, Boston Legal, Cold Case, Glee, Psych : Enquêteur malgré lui et Sirens.
En 2004, elle participe au film Collision (Crash) qui a remporté trois Oscars (dont celui du meilleur film).
En 2006, elle fait une apparition dans l'adaptation cinématographique de la comédie musicale Dreamgirls avec Beyoncé Knowles et Jennifer Hudson. Dreamgirls est adaptée d'une comédie musicale homonyme qui fut un énorme succès à Broadway. Loretta faisait partie du casting original du spectacle, elle jouait sur scène le rôle de Lorrell Robinson, rôle interprété dans le film par Anika Noni Rose.

#### Confirmation

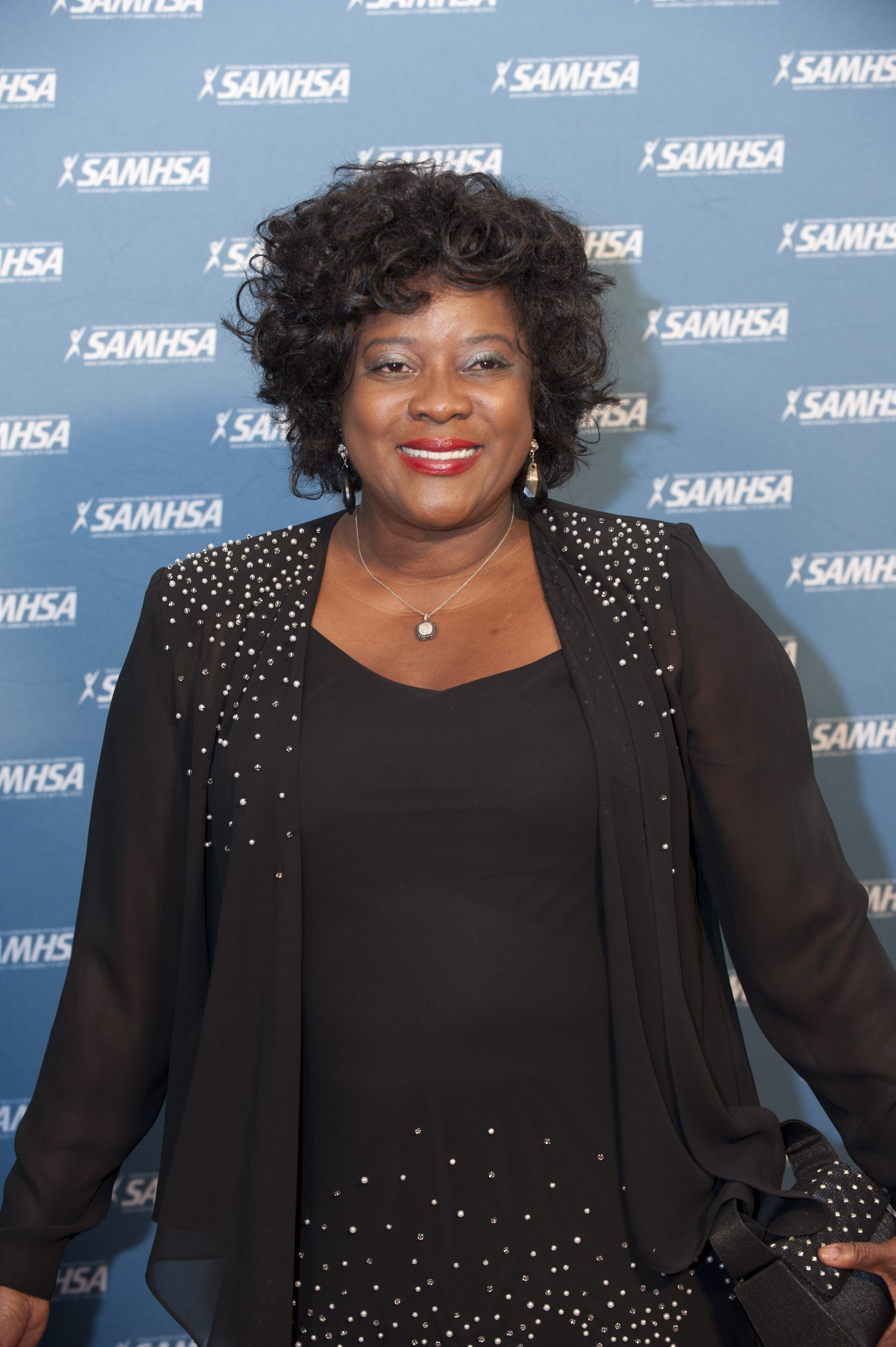
Lors de la cérémonie des Voice Awards, en 2011.

En 2010, elle tient l'un des rôles principaux dans Les Couleurs du destin, une adaptation d'une pièce de théâtre qui relate les vies interconnectées de neuf femmes afro-américaines en explorant leur vie et la lutte que ces dernières mènent au quotidien en tant que femme de couleur. Elle partage l'affiche avec Janet Jackson, Whoopi Goldberg, Thandie Newton, Anika Noni Rose et Kerry Washington.
En 2011, elle remporte le Primetime Emmy Award de la meilleure actrice invitée dans une série télévisée dramatique pour son rôle d'Adèle Webber, qu'elle incarne de 2005 à 2013 dans la série médicale à succès Grey's Anatomy, apparaissant dans une vingtaine d'épisodes.
En 2014, elle tourne aux côtés de Josh Duhamel, Hilary Swank, Marcia Gay Harden et Julian McMahon pour le film You're Not You de George C. Wolfe. La même année, elle est à l'affiche de Welcome to Me avec Linda Cardellini, Will Ferrell, Kristen Wiig et James Marsden et de The Sound and the Fury réalisé par James Franco.
Entre 2015 et 2017, elle est à l'affiche de la série comique The Carmichael Show aux côtés de Jerrod Carmichael et Tiffany Haddish. Une production qui s'arrête au bout de trois saisons.
En 2017, elle joue dans le drame indépendant de Jamal Joseph, Chapter & Verse aux côtés de Omari Hardwick, une production saluée par les critiques,. La même année, elle est un second rôle de la comédie de Netflix, Naked, réalisée par Michael Tiddes et portée par Marlon Wayans et Regina Hall.
En parallèle, elle entame une tournée pour la pièce The First Lady of Zion, notamment jouée à Los Angeles.
En 2019, elle intègre la saison 6 de la série Black-ish qui sera lancée le 24 septembre 2019. En juin 2019, elle joue dans la pièce P-Valley, adaptation de Pussy Valley écrite par Katori Hall (en). Au cinéma, elle joue dans The Trap avec Mike Epps et T.I.. La même année, elle porte surtout la sitcom Bienvenue chez Mamilia distribuée par la plateforme Netflix. Cette comédie multi-caméra qui suit les retrouvailles d'une famille afro-américaine est rapidement renouvelée.
Puis, elle joue un rôle à contre emploi de son image publique dans le thriller horrifique Spell de Mark Tonderai.

### Vie personnelle
Elle se marie en 1973 avec Lamar Tyler et le couple a un enfant avant de divorcer officiellement en 2008. Elle est désormais mariée avec l'analyste financier, Glenn Marshall.

## Théâtre
Sauf indication contraire ou complémentaire, les informations mentionnées dans cette section proviennent de la base de données IBDb.
- 1977 : Hair
- 1978 : A Broadway Musical
- 1979-1980 : Comin' Uptown
- 1981-1985 : Dreamgirls
- 1986 : Big Deal
- 2017 : The First Lady of Zion[10]
- 2019 : Pussy Valley[21]

## Filmographie

### Cinéma

#### Longs métrages
- 1981 : Will de Jessie Maple
- 1983 : Anna to the Infinite Power de Robert Wiemer : Ms. Benson
- 1988 : Little Nikita de Richard Benjamin : Verna McLaughlin
- 1988 : Sticky Fingers de Catlin Adams : Diane
- 1990 : Stanley et Iris (Stanley and Iris) de Martin Ritt : Bertha
- 1991 : Caged Fear de Robert Houston : Judy
- 1991 : Livin' Large! de Michael Schultz : Nadine Biggs
- 1992 : Class Act de Randall Miller : mère de Blade
- 1993 : Amos et Andrew (Amos and Andrew) d'E. Max Frye : Ula
- 1994 : Voie sans issue (The Hard Truth) de Kristine Peterson : secrétaire de Nichols
- 1995 : Où sont les hommes ? (Waiting to Exhale) de Forest Whitaker : Gloria "Glo" Matthews
- 1996 : La Femme du pasteur (The Preacher's Wife) de Penny Marshall : Beverly
- 1997 : The Price of Kissing de Vince DiPersio : Jackee
- 1997 : Les Seigneurs de Harlem (Hoodlum) de Bill Duke : Pigfoot Mary
- 1997 : Lover Girl de Lisa Addario et Joe Syracuse : Leticia / Coco
- 1998 : Love Kills de Melvin Van Peebles : Sylvia Finkelstein
- 1998 : Loin d'ici (Down in the Delta) de Maya Angelou : Zenia
- 1998 : Urban Legend de Jamie Blanks : Reese Wilson
- 1998 : Génial! Mes parents s'aiment (Operation Splitsville) de Lynn Hamrick : Principal
- 1999 : The Breaks de Eric Meza : Floria
- 1999 : Lillie de Mario Avila : Michelle
- 2000 : Punks de Patrik-Ian Polk : Health Counselor
- 2000 : Urban Legend 2 : Coup de grâce (Urban Legends: Final Cut) de John Ottman : Reese Wilson
- 2000 : Ce que veulent les femmes (What Women Want) de Nancy Meyers : Flo the Doorwoman
- 2001 : Kingdom Come de Doug McHenry (en) : Marguerite Slocumb
- 2001 : Sam, je suis Sam (I Am Sam) de Jessie Nelson : Margaret Calgrove
- 2002 : Book of Love de Jeffrey W. Byrd
- 2002 : Baby of the Family de Jonee Ansa : Delores
- 2004 : Woman Thou Art Loosed de Michael Schultz : Cassey Jordan
- 2004 : Collision (Crash) de Paul Haggis : Shaniqua
- 2005 : Un plan béton (King's Ransom) de Jeffrey W. Byrd : Miss Gladys
- 2006 : Dirty Laundry de Maurice Jamal : Evelyn
- 2006 : Dreamgirls de Bill Condon : Une chanteuse de jazz
- 2007 : Cougar Club de Christopher Duddy : Dolly
- 2007 : This Christmas de Preston Whitmore : Ma'Dere
- 2008 : Le Gospel du bagne (First Sunday) de David E. Talbert : Sœur Doris
- 2008 : Le Chihuahua de Beverly Hills (Beverly Hills Chihuahua) de Raja Gosnell : Delta (voix originale)
- 2009 : Spring Breakdown de Ryan Shiraki : Dr Racine Marguerite
- 2009 : Dans l’œil d'un tueur de Werner Herzog : Ms Roberts
- 2010 : Panique aux funérailles (Death at a Funeral) de Neil LaBute : Cynthia
- 2010 : Ticket gagnant (Lottery Ticket) d'Erik White : Grand-mère
- 2010 : Les Couleurs du destin (For Colored Girls) de Tyler Perry : Juanita Sims
- 2011 : Le Chihuahua de Beverly Hills 2 de Alex Zamm : Delta (voix originale - vidéofilm)
- 2011 : Madea's Big Happy Family de Tyler Perry : Shirley
- 2011 : Jumping the Broom de Salim Akil : Mme Taylor
- 2011 : Politics of Love de William Dear : Shirlee Gupta
- 2012 : In the Hive de Robert Townsend : Mrs. Inez
- 2013 : Khumba d'Anthony Silverston : Mama V, une gnou (voix originale)
- 2013 : A Very Larry Christmas de Bille Woodruff : Mrs. Claus
- 2014 : Comeback Dad de Russ Parr : Malinda
- 2014 : Welcome to Me de Shira Piven (en) : Barb Vaughn
- 2014 : The Sound and the Fury de James Franco : Dilsey
- 2014 : Le Second Souffle (You're Not You) de George C. Wolfe : Marilyn
- 2015 : For the Love of Ruth de Christine Swanson : Naomi
- 2016 : Norm de Trevor Wall : Tamecia (voix originale)
- 2016 : Cagged No More de Lisa Arnold : Aggie
- 2016 : Grandma's House de Paul D. Hannah : Margie
- 2016 : 36 Hour Layover de Mark Harris : Ms Carey
- 2017 : Chapter & Verse de Jamal Joseph (en)[17] : Maddy[18]
- 2017 : My Other Home de Larry Yang : Mabel Marbury
- 2017 : Naked de Michael Tiddes : Carol
- 2018 : Always & 4Ever de Chris Stokes : Elda
- 2018 : Sierra Burgess Is a Loser de Ian Samuels : Ms. Thomson
- 2018 : Jingle Belle de Peter Sullivan : Emory Simons
- 2019 : The Trap de Erik White : Mama Jay
- 2020 : Spell de Mark Tonderai : Eloise
- 2020 : Always and Forever de Chris Stokes : Elda
- 2021 : Queen Bees de Michael Lembeck : Sally
- 2021 : Lilly et l'Oiseau : Velma
- 2022 : Mack and Rita de Katie Aselton : Sharon

#### Courts métrages
- 1989 : Heart and Soul de Stan Lathan : Tonia Harris
- 1998 : Alyson's Closet de Rick Page : mère de Raul (voix)
- 2013 : The Get Away de Rockmond Dunbar : Ms. Crawford
- 2015 : 1440 and Counting de Tony Gapastione : Mrs. Nickel
- 2017 : Violets de Maren H. Jensen : Marcy
- 2019 : First Day Back de Deshawn Plair : Lola Greene
- 2019 : The McHenry Trial - Don't Judge a Kid by Their Hoodie de Ken Sagoes : Doris McHenry

### Télévision

#### Séries télévisées
- 1987 : CBS Summer Playhouse : Cheryl (1 épisode)
- 1987 - 1988 : Campus Show : Stevie Rallen (10 épisodes)
- 1988 : Le Meurtre de Mary Phagan (The Murder of Mary Phagan) : Annie Maude Carter (mini-série, 2 épisodes)
- 1988 : Amen : Lyndia Cummings (1 épisode)
- 1990 : Sugar and Spice : Loretta Fontaine (7 épisodes)
- 1990 : Murphy Brown : Infirmière Hawking (1 épisode)
- 1990 : Cop Rock : Juror (2 épisodes)
- 1991 : Great Performances : Janine (1 épisode)
- 1991 : La Voix du silence : Valerie Hall (1 épisode)
- 1992 : New York café : Donna (1 épisode)
- 1992 - 1993 : Roc : Cynthia (5 épisodes)
- 1993 : Family Album : June (1 épisode)
- 1995 : Un drôle de shérif : Marla Melrose (1 épisode)
- 1995 : Ned et Stacey : Mrs. Duncan (1 épisode)
- 1997 : Les Anges du bonheur : Tonya Hawkins (1 épisode)
- 1997 : Promised Land : Tonya Hawkins (1 épisode)
- 1997 : Happily Ever After: Fairy Tales for Every Child : Maman (voix originale - 1 épisode)
- 1999 : Moesha : Steph (1 épisode)
- 1999 : Clueless : Phyllis Holiday (1 épisode)
- 1999 - 2001 : Les Stubbs ("The PJs") : Muriel Stubbs (voix - 42 épisodes)
- 2000 : Cold Shoulder de Charles Haid : Rosie (pilote non retenu par CBS[26])
- 2000 : Associées par la loi : Gloria Rivers (1 épisode)
- 2000 : Ally McBeal : Nora Mills (1 épisode)
- 2000 - 2004 : Boston Public : Marla Hendricks (81 épisodes)
- 2003 : Half and Half : Erika (2 épisodes)
- 2004 - 2005 : Méthode Zoé ("Wild Card") : M. Pearl McGuire (saison 2, 19 épisodes)
- 2005 - 2006 : Girlfriends : Juge Vashti Jackson (2 épisodes)
- 2005 - 2013 : Grey's Anatomy : Adele Webber (22 épisodes)
- 2005 et 2017 : Supernatural : Missouri Moseley (saison 1, épisode 9 et saison 13, épisode 3)
- 2006 - 2007 : Tout le monde déteste Chris : Maxine (3 épisodes)
- 2006 - 2007 : Boston Justice : Annabelle Carruthers (1 épisode) / Juge Victoria Thomson (1 épisode)
- 2008 - 2009 : Eli Stone : Patti Dellacroix (26 épisodes)
- 2009 : Cold Case : Affaires classées : Chandra Patterson '09 (1 épisode)
- 2010 : Party Down : Diane Ellison (1 épisode)
- 2011 : Glee : Sœur Mary Constance (saison 2, épisode 16)
- 2011 : Georgia dans tous ses états : Tante Honey (12 épisodes)
- 2012 : Shake It Up : La juge Marsha Sanders (1 épisode)
- 2012 : The Game : Grandma Mack (1 épisode)
- 2012 : The Cleveland Show : Shirley (voix - 1 épisode)
- 2012 : The Soul Man : Della Ballentine (2 episodes)
- 2012 - 2013 : The Client List : Georgia Cummings (25 épisodes)
- 2012 - 2020 : Docteur La Peluche : Hallie (voix - 92 épisodes)
- 2013 : The Doc Files : Hallie (mini-série, 10 épisodes)
- 2014 : Psych : Enquêteur malgré lui : Melba Birdson (1 épisode)
- 2014 : Sullivan and Son : Rose (1 épisode)
- 2014 : Turbo FAST : Lydia (1 épisode)
- 2014 - 2015 : Sirens : La mère d'Hank (2 épisodes)
- 2015 : Being Mary Jane : Cece (6 épisodes)
- 2015 - 2017 : The Carmichael Show : Cynthia Carmichael (32 épisodes)
- 2016 : Nubbin & Friends : Mrs. Sandy Johnson (1 épisode)
- 2018 : Dear White People : Sorbet (voix - 1 épisode)
- 2018 : Living Biblically : Estelle (1 épisode)
- 2018 : Love Is_ : Rose (2 épisodes)
- 2019 - 2020 : Bienvenue chez Mamilia : Amelia 'M'Dear' McKellan (20 épisodes)
- 2019 : Black-ish : Lynette (3 épisodes)
- 2020 : Intercomédies: Un événement sportif : Amelia 'M'Dear' McKellan (1 épisode)
- 2020 : P-Valley : Ernestine (2 épisodes)
- 2020 : Connecting... : Dayleen (2 épisodes)

#### Téléfilms
- 1989 : Les femmes de Papa (Parent Trap III) de Mollie Miller : Thelma
- 1993 : The American Clock de Bob Clark : Irene
- 1996 : L'Étoile de Harlem (Rebound: The Legend of Earl 'The Goat' Manigault) de Eriq La Salle : Miss Mary
- 1997 : Clover de Jud Taylor : Everleen
- 1997 : Don King: Seulement en Amérique (Don King: Only in America) de John Herzfeld : Connie Harper
- 1999 : Un cœur dans les étoiles (Funny Valentines) de Julie Dash : Dearie B.
- 1999 : Jackie's Back! de Robert Townsend : Snookie Tate (Jackie's Childhood Friend)
- 1999 : Dorothy Dandridge, le destin d'une diva (Introducing Dorothy Dandridge) de Martha Coolidge : Ruby Dandridge
- 2000 : Freedom Song (en) de Phil Alden Robinson : Evelyn Walker
- 2000 : Best Actress de Harvey Frost : Connie Travers
- 2006 : Life Is Not a Fairytale: The Fantasia Barrino Story de Debbie Allen : Addie Collins
- 2010 : Legally Mad de Kenny Ortega : Jeanette
- 2013 : Teachers de Gary Wheeler : Doris (également productrice exécutive)
- 2015 : Dans la classe de mon fils (Back to School Mom) de Christopher Erskin : Maghan Graham
- 2017 : The Lost Souls Cafe de Ogden Bass et Donald Welch : Geneva
- 2018 : Behind the Movement de Aric Avelino : Jo Ann Robinson

### Jeux vidéo
- 2015 : King's Quest : Muriel Hobblepot (voix originale)

## Discographie
Sauf indication contraire ou complémentaire, les informations mentionnées dans cette section proviennent de la base de données Discogs.

### Album
- 1982 : Original Broadway Cast - Dreamgirls (bande originale de la comédie musicale Dreamgirls)

### Singles
- 1982 : Fake Your Way To The Top avec Jennifer Holliday, Cleavant Derricks et Sheryl Lee Ralph (issue de la bande originale de la comédie musicale Dreamgirls)
- 2006 : I Miss You Old Friend (issue de la bande originale du film Dreamgirls)

## Distinctions

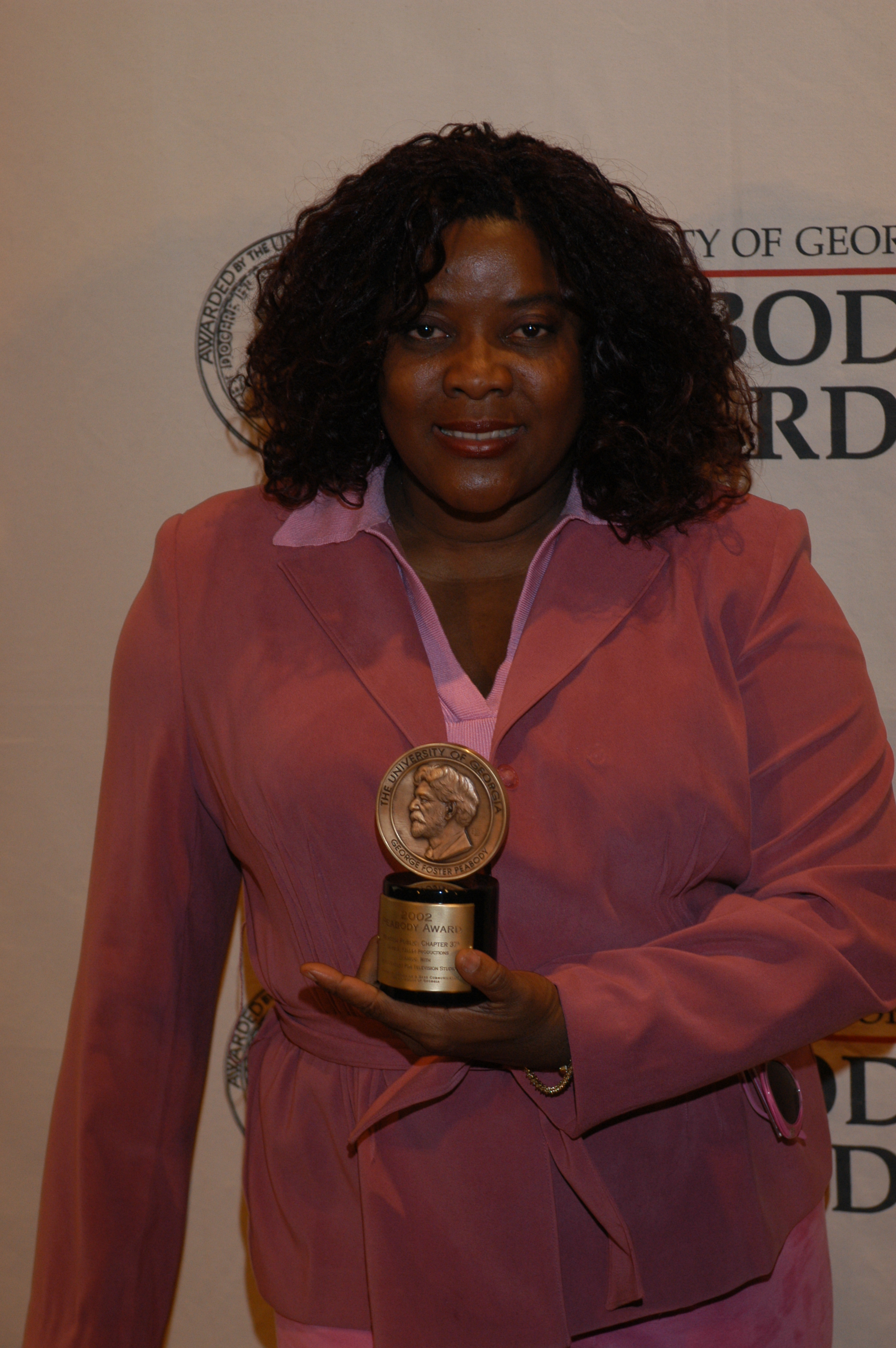
Devine aux Peabody Awards, en 2003, pour la série télévisée Boston Public.

Sauf indication contraire ou complémentaire, les informations mentionnées dans cette section proviennent de la base de données IMDb.

### Récompenses
- NAACP Image Awards 1996 : meilleure actrice dans un second rôle pour Où sont les hommes ?
- NAACP Image Awards 1997 : meilleure actrice dans un second rôle pour La femme du pasteur
- NAACP Image Awards 2001 : meilleure actrice dans un second rôle dans une série télévisée dramatique pour Boston Public
- NAACP Image Awards 2003 : meilleure actrice dans un second rôle dans une série télévisée dramatique pour Boston Public
- NAACP Image Awards 2004 : meilleure actrice dans un second rôle dans une série télévisée dramatique pour Boston Public
- Awards Circuit Community Awards 2005 : meilleure distribution pour Collision
- Gold Derby Awards 2006 : meilleure distribution pour Collision
- LA Femme International Film Festival 2010 : Thespian Award
- Primetime Emmy Awards 2011 : meilleure actrice invitée dans une série télévisée dramatique pour Grey's Anatomy
- Gracie Allen Awards 2012 : meilleure actrice dans un second rôle pour Grey's Anatomy
- NAACP Image Awards 2013 :
  - meilleure actrice dans un second rôle dans une série télévisée dramatique pour Grey's Anatomy
  - meilleure actrice dans un programme pour enfants dans Doc McStuffins
- NAACP Image Awards 2015 : meilleur doublage pour Doc McStuffins
- NAACP Image Awards 2016 : meilleur doublage pour Doc McStuffins

### Nominations
- NAACP Image Awards 1999 : meilleure actrice dans un programme pour enfants dans One Day
- Black Reel Awards 2000 : meilleure actrice dans un second rôle dans une mini-série ou un téléfilm pour Un cœur dans les étoiles
- NAACP Image Awards 2001 : meilleure actrice dans une mini-série ou un téléfilm pour Freedom Song
- Online Film & Television Association 2001 : meilleure actrice dans une nouvelle série télévisée dramatique pour Boston Public
- NAACP Image Awards 2002 :
  - meilleure actrice dans une série télévisée dramatique pour Boston Public
  - meilleure actrice dans un second rôle pour Kingdom Come
- Satellite Awards 2003 : meilleure actrice dans une série télévisée dramatique pour Boston Public
- Satellite Awards 2004 : meilleure actrice dans une série télévisée dramatique pour Boston Public
- Black Movie Awards 2005 : meilleure actrice dans un second rôle pour Collision
- Film Independent's Spirit Awards 2005 : meilleure actrice dans un second rôle pour Woman Thou Art Loosed
- NAACP Image Awards 2005 : meilleure actrice dans un second rôle pour Woman Thou Art Loosed
- NAACP Image Awards 2007 : meilleure actrice dans une mini-série ou un téléfilm pour Life Is Not a Fairytale: The Fantasia Barrino Story
- NAACP Image Awards 2008 : meilleure actrice dans un second rôle pour This Christmas
- NAACP Image Awards 2009 : meilleure actrice dans une série télévisée dramatique pour Eli Stone
- Critics' Choice Television Awards 2012 : meilleure actrice invitée dans une série télévisée dramatique pour Grey's Anatomy
- Gold Derby Awards 2012 : meilleure actrice invitée dans une série télévisée dramatique pour Grey's Anatomy
- Primetime Emmy Awards 2012 : meilleure actrice invitée dans une série télévisée dramatique pour Grey's Anatomy
- NAACP Image Awards 2012 : meilleure actrice dans un second rôle dans une série télévisée dramatique pour Grey's Anatomy
- Online Film & Television Association 2012 : meilleure actrice invitée dans une série télévisée dramatique pour Grey's Anatomy
- NAACP Image Awards 2013 : meilleure actrice pour In the Hive
- Black Reel Awards 2014 : meilleure actrice dans un second rôle dans une mini-série ou un téléfilm pour Teachers
- NAACP Image Awards 2016 : meilleure actrice dans une série télévisée comique pour The Carmichael Show
- Black Reel Awards for Television 2017 : meilleure actrice dans une mini-série ou un téléfilm pour The Lost Souls Cafe
- NAACP Image Awards 2017 : meilleur doublage pour Doc McStuffins
- NAACP Image Awards 2018 :
  - meilleur doublage pour Doc McStuffins
  - meilleure actrice dans une série télévisée comique pour The Carmichael Show
- NAACP Image Awards 2019 : meilleure actrice invitée dans une série télévisée comique ou dramatique pour Love Is_
- Montreal International Wreath Awards Film Festival 2020 : meilleure actrice pour The McHenry Trial - Don't Judge a Kid by Their Hoodie
- NAACP Image Awards 2020 : meilleure actrice dans un second rôle dans une série télévisée comique pour Bienvenue chez Mamilia